# Sun Structures
Sun Structures (укр. «Сонячні структури») — дебютний студійний альбом англійського рок-гурту Temples, що вийшов у 2014 році.
Гурт Temples було створено 2012 року в англійському Кеттерінгу. Його засновники гітарист Джеймс Бегшоу та бас-гітарист Том Волмслі записали в домашній студії пісню «Shelter Song», надихаючись психоделічним звучанням, розповсюдженим наприкінці 1960-х років. Після публікації пісні в Інтернеті музиканти підписали контракт з лейблом Heavenly Recordings, а також запросили барабанщика і клавішника, сформувавши остаточний склад Temples.
З 2012 по 2014 роки гурт видав сингли «Shelter Song», «Colours to Life», «Keep in the Dark» та «Mesmerise», після чого випустив повноцінний студійний альбом Sun Structures. Платівка отримала схвальні відгуки слухачів, музичних оглядачів та відомих музикантів, серед яких Джонні Мар та Ноел Галлахер. Temples стали вважати одним з провідних сучасних колективів психоделічної рок- та попмузики, найчастіше порівнюючи з австралійським гуртом Tame Impala.
Sun Structures потрапив до десятки найкращих альбомів в британському тижневому хіт-параді та був визнаний альбомом 2014 року за версією мережі магазинів інді-музики Rough Trade.

## Історія створення

### Створення гурту
Засновниками гурту Temples стали англійські музиканти Джеймс Бегшоу та Том Волмслі. Обидва жили в Кеттерінгу, графство Нортгемптоншир, Англія, та грали в гурті The Moons: Джеймс на гітарі, а Том — на клавішних. Зблизившись завдяки спільним музичним смакам, серед яких The Byrds та попзаписи 1960-х років, музиканти почали генерувати ідеї для нових пісень. Досягнувши специфічного звучання барабанів в імпровізованій домашній студії Бегшоу в Кеттерінгу, вони додали до нього мелодію, куплет і приспів, створивши свій перший трек «Shelter Song». Назву гурту «Temples» (укр. Храми) обрали, бо вона «була такою ж духовною та кінематографічною, як музика, яку записували». Опублікована в Інтернеті «Shelter Song» привернула увагу не лише слухачів, але й продюсерів, які запропонували дуету підписати контракт з лейблом Heavenly Recordings, попри повну відсутність живих виступів гурту.

### Перші сингли
Слідом за «Shelter Song» дует Бегшоу та Волмслі продовжив створювати та записувати нові пісні. Наступними в студії з'явилися «The Golden Throne» та «Keep in the Dark». Музиканти запросили своїх друзів з Кеттерінгу, барабанщика Сема Томса та клавішника Адама Сміта, перетворившись зі студійного проєкту на повноцінний концертний гурт. Учасників колективу об'єднувала не лише любов до музики — більше The Byrds, аніж The Beatles, — але й зацікавленість у всьому містичному, в тому числі тексти Олдоса Гакслі та Тімоті Лірі, та фільми Кеннета Енгера.
Дебютним синглом, що вийшов на лейблі Heavenly Recordings, стала вже відома композиція «Shelter Song». За словами музикантів, позитивна реакція музичної преси стала для них несподіванкою, адже вони лише намагалися створити щось власне, надихаючись класичними записами. Протягом наступного року гурт продовжував гастролювати та записувати нові пісні, випустивши сингли «Colours to Life», «Keep in the Dark» та «Mesmerise». За рік Temples стали одним з найобговорюваніших молодих колективі Великої Британії. Вони виступали разом з The Rolling Stones у лондонському Гайд-парку та отримали пропозицію спільного туру від Suede. Публічну підтримку Temples надали такі відомі британські музиканти, як Джонні Марр (The Smiths), Роберт Ваєтт (Soft Machine) та Ноел Галлахер (Oasis).

### Виробництво альбому
Видавши декілька пісень, музиканти Temples зосередились на записі повноцінного альбому. В інтерв'ю тижневику Time Out вони зізнались, що ідея платівки полягала в створенні пісень на абстрактні теми, використовуючи ностальгічне та позачасове звучання. Запис тривав в студії Бегшоу в Кеттерінгу до листопада 2013 року, в проміжках між концертами, коли гурт повертався до рідного міста. Останніми було записано пісні «Mesmerise» та «A Question Isn't Answered». За словами Бегшоу, музиканти «намагалися створити колекцію пісень, яка буде працювати як один довгий запис, як одне ціле... вразити самих себе, написати музику, як подобалася б самим». Всі пісні написано дуетом Бегшоу та Волмслі. За словами музикантів, до платівки увійшов майже весь наявний матеріал, проте принаймні декілька пісень — «Prisms», «Ankh», «Jewel of Mine Eye» — вийшли лише як бі-сайди до синглів Temples, не ставши частиною дебютного альбому.
В інтерв'ю журналу Tape Op музиканти Temples розповіли, що під час виробництва Sun Structures надихалися продюсерськими ідеями улюблених гуртів, починаючи з The Beatles. Вони не намагалися копіювати звучання цілих альбомів, але запозичували поодинокі елементи, як-то звучання гітари або барабанів, цікаві вступи тощо. Волмслі та Бегшоу особливо відзначали пісню «Expecting to Fly» Ніла Янга через роботу аранжувальника Джека Ніцше, що дозволила зберегти неповторну атмосферу та настрій пісні. Музиканти записували всі пісні вдома, використовуючи наявне обладнання та не переймаючись через відсутність професійної апаратури. Барабани було записано у навмисно спрощений спосіб, з використанням лише декількох мікрофонів, які вони могли себе дозволити («в стилі Гліна Джонса»). Рішення записувати все в домашніх умовах було свідомим, бо музиканти не хотіли розчаровуватися в результаті, який отримали б у професійній студії, замість цього контролюючи процес самостійно. Коли роботу над базовими треками в Кеттерінгу було завершено, до справи взявся звукоінженер Клаудіус Міттендорфер, відомий за роботою з The Mars Volta, Muse та Franz Ferdinand, який зводив треки у Нью-Йорку.

### Учасники запису
Temples: 
- Джеймс Бегшоу — гітара, вокал,
- Томас Волмслі — бас-гітара,
- Адам Сміт — гітара, клавішні,
- Семюел Томс — барабани.

Виробництво:
- музика та тексти — Джеймс Бегшоу, Томас Волмслі
- продюсер — Джеймс Бегшоу,
- зведення — Клаудіус Міттендорфер, за винятком «Shelter Song» та «Fragment's Life» (Джеймс Бегшоу),
- мастеринг — Ноель Саммервіль,
- менеджмент — Серн Каннінг, Джеймс Сандом,
- ілюстрація, фотографія — Еббі Стівенс, Зої Максвелл,
- дизайн, макет — Томас Каслін[10].

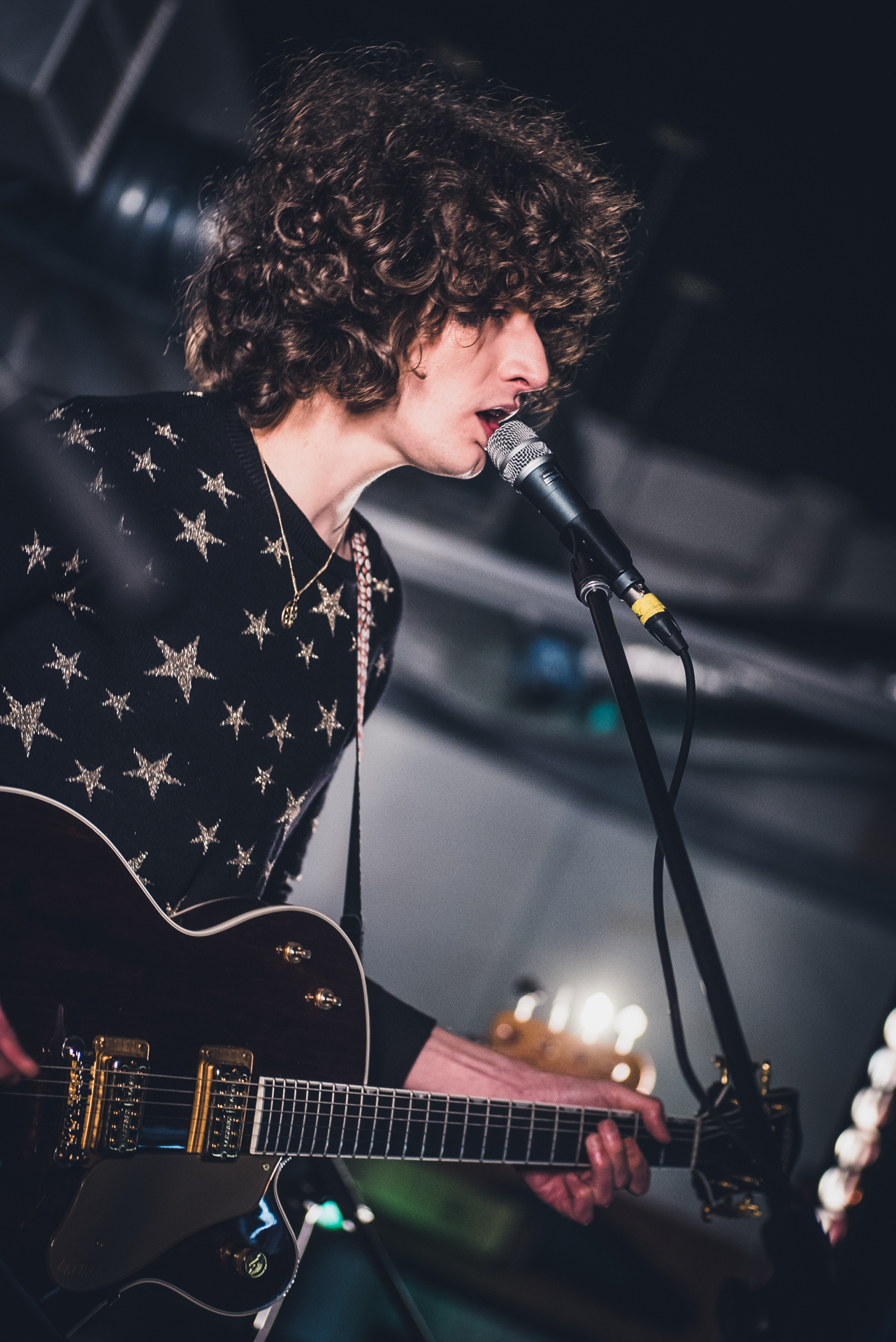
Джеймс Бегшоу (гітара, вокал)
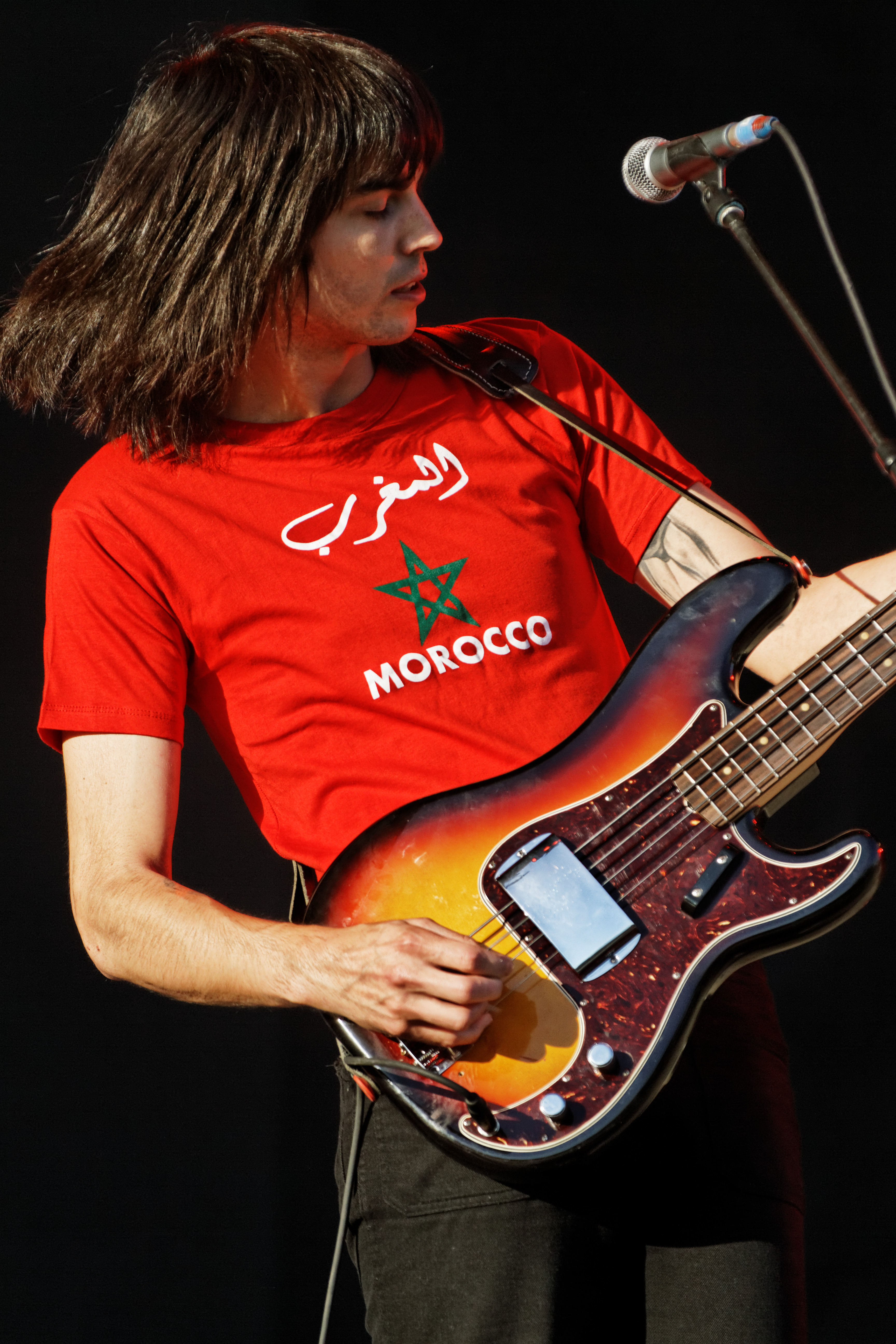
Том Волмслі (бас-гітара)
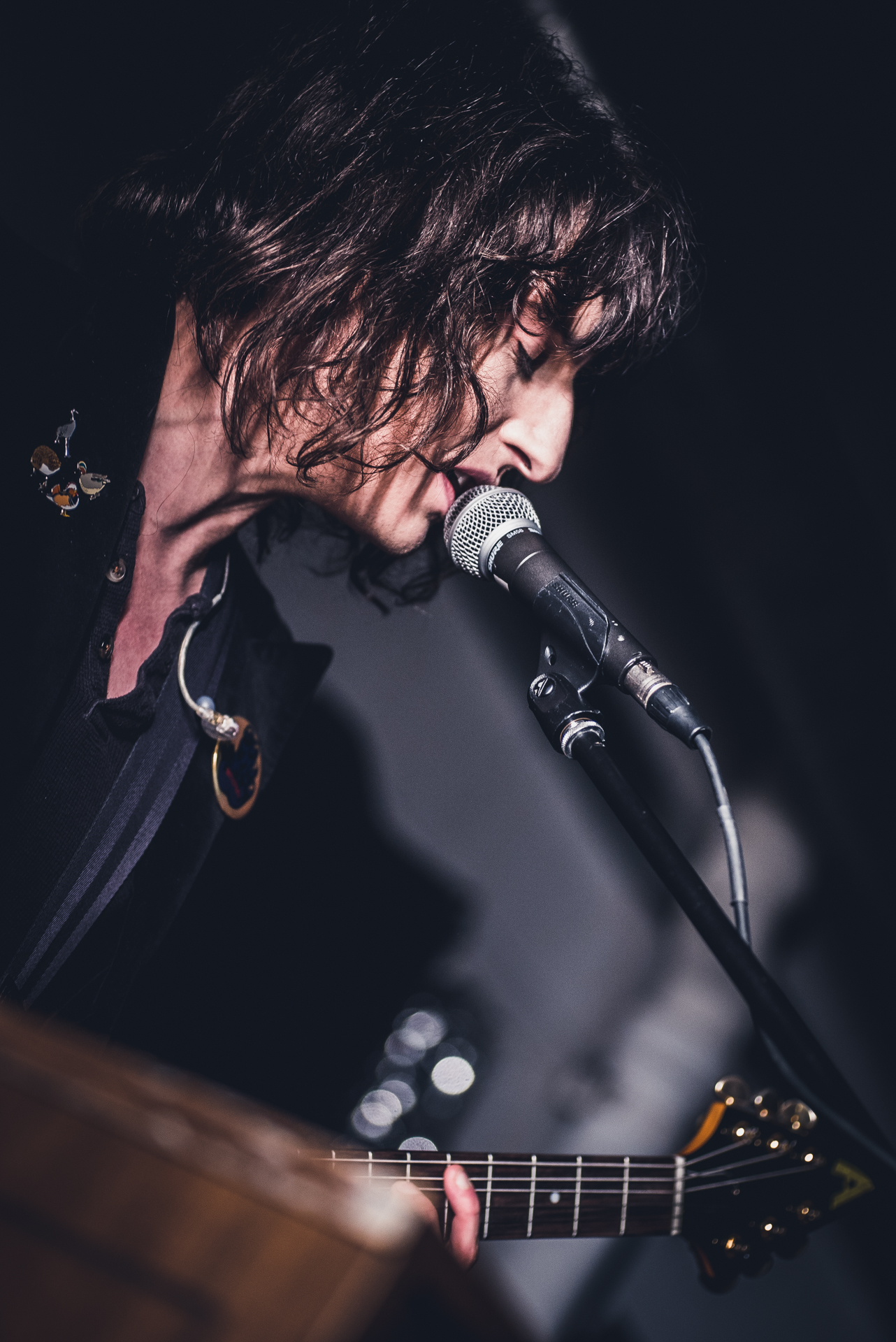
Адам Сміт (клавішні, гітара)
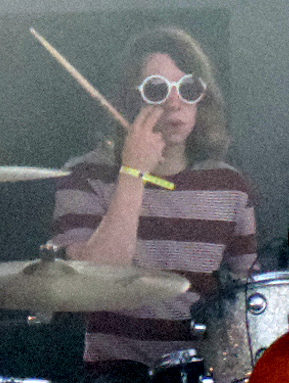
Сем Томс (барабани)

## Зміст

### Обкладинка

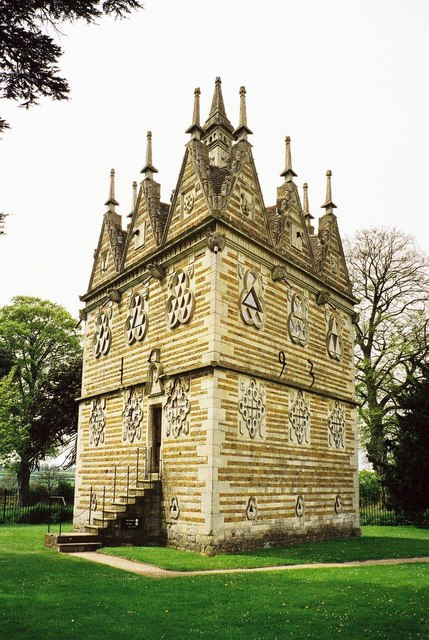
Трикутний будинок у Раштоні

На обкладинці альбому зображені чотири учасники гурту на фоні старовинного триповерхового будинку. Музиканти хотіли підкреслити, що всі вони родом з англійського Кеттерінгу, і тому вирішили сфотографуватися на тлі Трикутного будинку у Раштоні, що знаходиться неподалік від рідного міста. Цю будівлю побудовано 1593 року, а її незвична форма та символи всередині приміщення відсилають до Святої Трійці. Всі музиканти на обкладинці дивляться в різні боки, що мало підкреслювати відмінність їхніх музичних смаків.
Авторами оформлення альбому стали артдиректорка Еббі Стівенс та фотографиня Зої Максвелл. Окрім обкладинки, вони створили фотографії для буклета та пресрелізу, на яких музиканти Temples були зображені всередині Трикутного будинку в Раштоні, на фоні стін із трикутними декоративними елементами, та зовні, на розі будівлі. Альбом було номіновано на отримання премії Best Art Vinyl 2014, яка щороку вручається дизайнерам та музикантам, які створили найкращі обкладинки вінілових платівок.

### Список композицій
Автор музики і слів Джеймс Бегшоу, Томас Волмслі. 
| #   | Назва                         | Тривалість |
| --- | ----------------------------- | ---------- |
| 1.  | «Shelter Song» (слухатиⓘ)     | 3:11       |
| 2.  | «Sun Structures»              | 5:13       |
| 3.  | «The Golden Throne»           | 4:11       |
| 4.  | «Keep in the Dark» (слухатиⓘ) | 4:37       |
| 5.  | «Mesmerise» (слухатиⓘ)        | 3:42       |
| 6.  | «Move with the Season»        | 5:11       |
| 7.  | «Colours to Life» (слухатиⓘ)  | 5:11       |
| 8.  | «A Question Isn't Answered»   | 5:12       |
| 9.  | «The Guesser»                 | 4:07       |
| 10. | «Test of Time»                | 3:53       |
| 11. | «Sand Dance»                  | 6:31       |
| 12. | «Fragment's Life»             | 1:59       |

### Музика та тексти

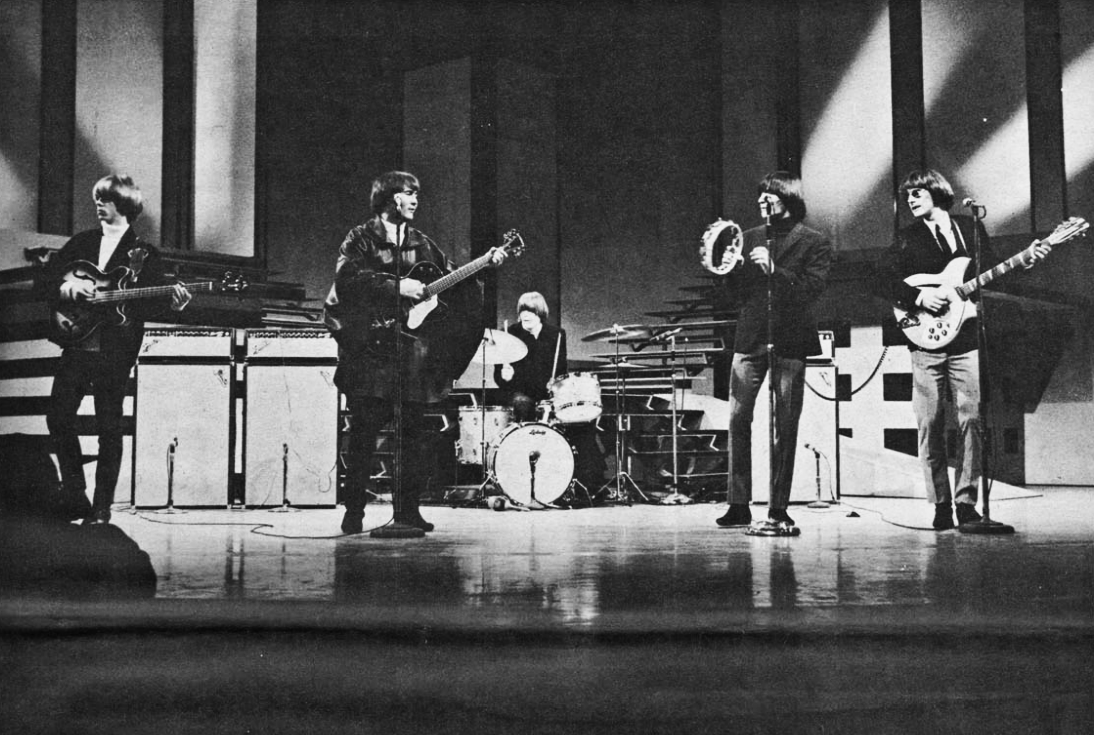
Звучання 12-струнної гітари у першій пісні з альбому порівнювали з творчістю The Byrds (на ілл.)

1. «Shelter Song» (укр. «Пісня укриття») — це перша пісня Temples, що вийшла 2012 року. Вона починається з рифу на 12-струнній гітарі та продовжується мелодійним співом під акомпанемент барабанів та перкусії. Вокальна партія куплету складається з викликів та відповідей, а передприспів закінчується фразою «Take me away to the twilight zone» (укр. Забери мене в сутінкову зону). За другим куплетом йде короткий вокаліз, що перетікає у приспів, на фоні якого з'являються короткі яскраві акорди. Після третього куплету та приспіву йде кода, побудована на вже знайомому вокалізі, спочатку з ледь помітним акомпанементом, а потім з гучними та поступово затихаючими барабанами. Звучання пісні порівнювалося з альбомом Sonic Flower Groove шотландського рок-гурту Primal Scream, виконавцями лейблу Decca (Tintern Abbey, The Poets, Енді Форрей та Curiosity Shoppe) та сучаснішими британськими артрокерами Django Django.
2. Чільна композиція «Sun Structures» (укр. «Сонячні структури») побудована навколо ритмічної бас-гітари, спрощеної барабанної партії та клавішних, витриманих в стилі гаражного року. Протягом треку неодноразово повторюється один й той же гітарний риф, який наближає пісню до хардроку. Вокал з ефектом луни поєднується з фуззовими гітарами. Інструментальний програш в середині композиції, який порівнювали з рок-оперою S. F. Sorrow у виконанні Pretty Things, поєднує психоделічний рок із прог-роком.
3. Пісня «The Golden Throne» (укр. «Золотий трон») була відома слухачам ще з 2012 року за неофіційними бутлегами, виданими дуетом гітариста Джеймса Бегшоу та бас-гітариста Тома Волмслі. Вона розпочинається з психоделічного гітарного вступу, який — як і назва та відеокліп — містить єгипетські мотиви. Мелодійний вокал у куплеті звучить на фоні клавішних, а гітарні акорди наголошують на другій та четвертій долі такту, подібно до музики регі. У приспіві з'являються струнні, створюючи спекторівську «стіну звуку». Закінчується композиція програшем Адама Сміта на клавішних, що імітує священне звучання.

4. «Keep In the Dark» (укр. «Тримайся в темряві») — це неопсиходелічна глем-рокова композиція, в якій окрім звичайних для рок-гурту інструментів можна почути мелотрон, арпеджіо на арфі та програш на трубі. Пісня порівнювалася з творчістю Марка Болана та гурту T. Rex; барабанну партію на першому плані вважали ніби запозиченою з «Jean Genie» Девіда Бові, а низхідний вокал в куплеті — схожим на «Draggin' the Line» гурту Beat Goes Bang.

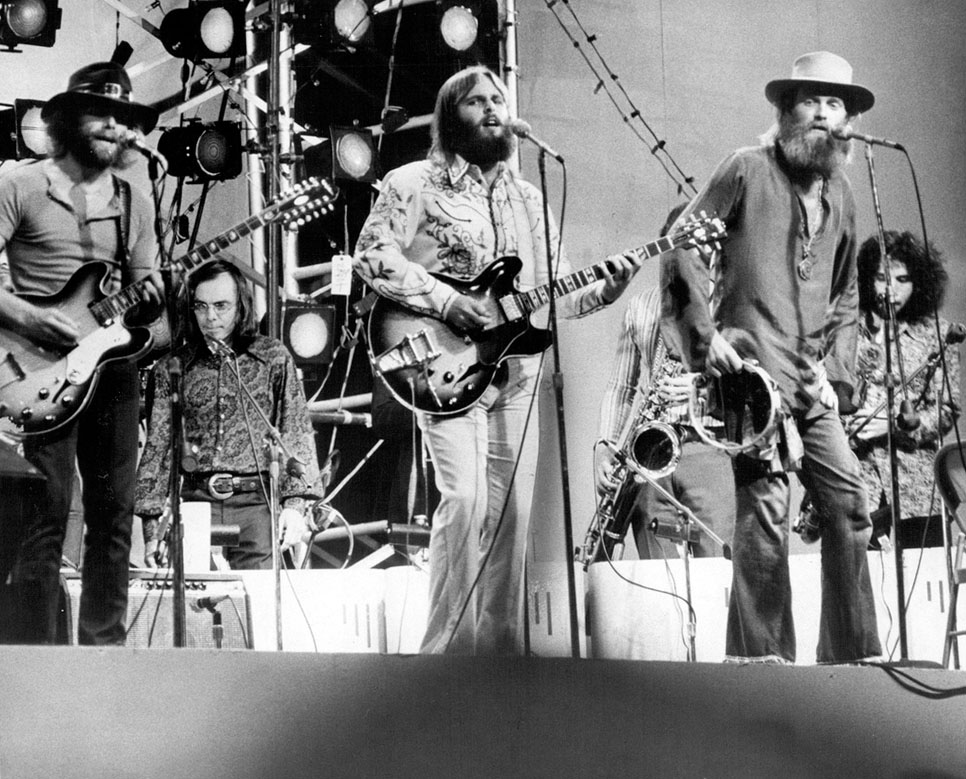
Вокальні гармонії, що зустрічалися у піснях з альбому, були типовими для популярного гурту 1970-х The Beach Boys (на ілл.)

5. «Mesmerise» (укр. «Загіпнозуй») — ще одна глем-попова композиція, що стартує з гітарного рифу, який повторюється протягом пісні. Текст містить рядки, типові для психоделічної поезії, такі як «Paradise is alive in the conscience of the brain» (укр. Рай живий у свідомості мозку). Одноголоса вокальна партія на початку композиції згодом перетворюється на багатоголосся, характерне для попрокового гурту 1960-х The Beach Boys.
6. «Move with the Season» (укр. «Рухайся разом з порами року») — повільна психоделічна попбалада, побудована навколо гітарних акордів. Окрім них вокалу Бегшоу акомпанують барабани Сема Томса та клавішні Адама Сміта. В пісні також відзначали «пасторальний» вплив The Byrds
7. «Colours to Life» (укр. «Барви життя») побудована на яскравому гітарному рифі, що повторюється знову й знову. Поступово до нього доєднується синтезатор, згодом вступають барабани та бас-гітара. Куплет, в якому до вокалу Бегшоу додано ефект реверберації, переходить у гармонічний передприспів, а потім у кульмінацію пісні — приспів, в якому поєднуються мелодійний вокал, орган та інший гітарний риф. Текст пісні торкається метафізичних тем: «Spectrums defy us left to remind us / Love, lust, spaces in time bringing colours to life» (укр. Спектри кидають нам виклик, щоб нагадати нам любов, пристрасть, простір у часі, додають барв до життя).
8. «A Question Isn't Answered» (укр. «Питання без відповіді») починається з плескання у долоні, за яким йде програш на органі та гучний мелодійний вокаліз в стилі музики Близького Сходу. Пульсуючий ритм композиції схожий на краут-роківський «моторик», інструментальний початок нагадує кантрі-рок, а гітарний риф з ефектом «фузз» перетворює композицію на бугі або важкий блюз. Філософські тексти містять гру слів, на кшталт «A question isn't answered, if an answer isn't questioned» (укр. Питання залишається без відповіді, якщо до відповіді немає запитань), відсилаючи до психоделічного періоду гурту The Beatles та сольних альбомів Джона Леннона.

9. «The Guesser» (укр. «Відгадувач») — одна з перших пісень Temples, які Бегшоу та Волмслі виконували дуетом ще у 2012 році. Витримана в стилі попмузики 1970-х, вона поєднує ті самі елементи, що і решта пісень з альбому: «оп'янілий» вокал, гітари з ефектом «фузз» та акомпанемент органу. У частині мелодії та акордів у куплеті знаходили схожості з хітом 1966 року «Sunny».

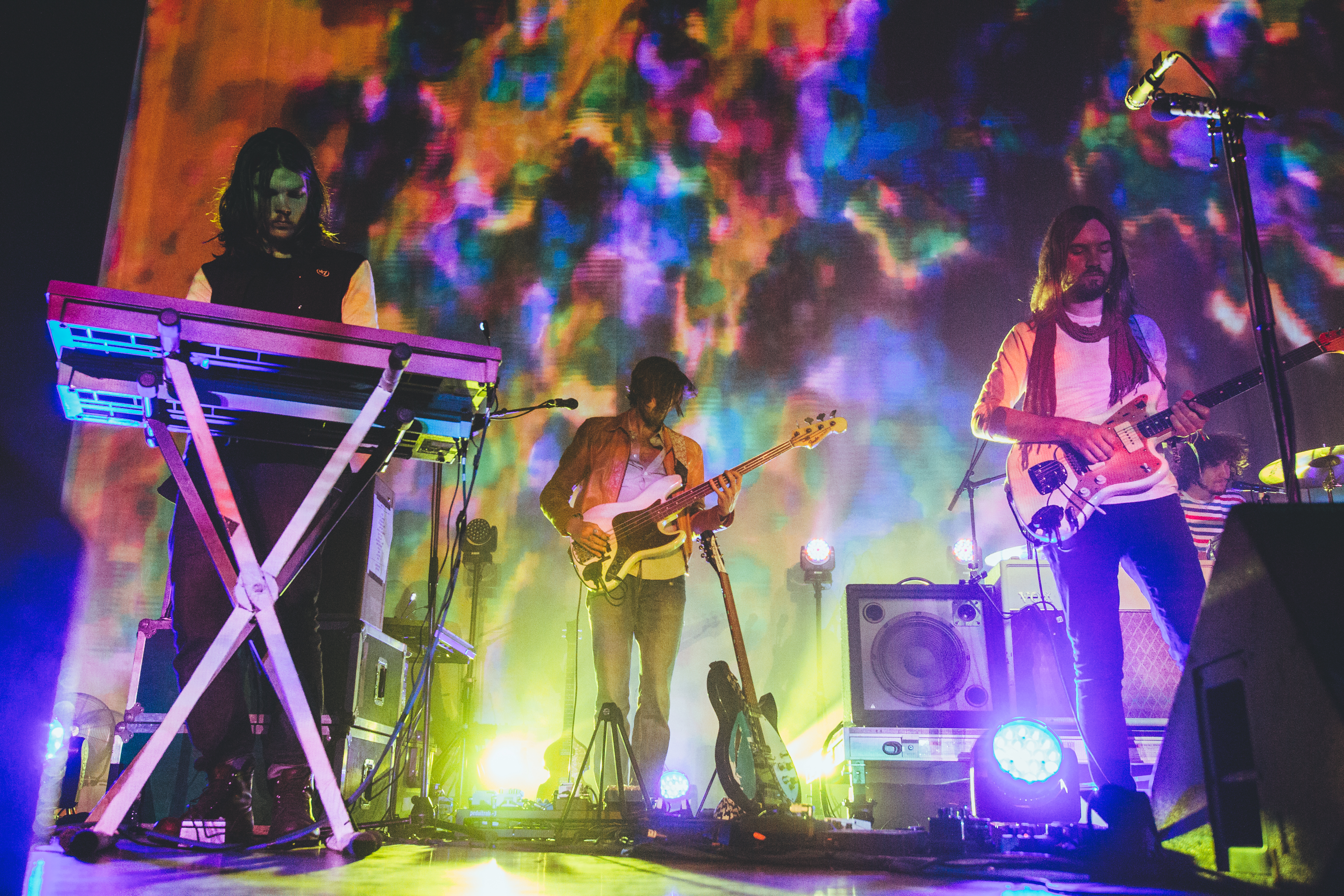
Музичну стилістику альбому найчастіше порівнювали з провідним психоделічним гуртом тогочасності Tame Impala (на ілл.)

10. «Test of Time» (укр. «Випробування часом») виділяється енергійними барабанами, характерними для музики 1960-х років. Структура пісні є типовою для Temples: куплет та передприспів перетікають в епічний приспів. Цю пісню порівнювали з творчістю як класичних гуртів британського психоделічного року (Small Faces, Cream, ранні Pink Floyd), так і сучасних рок-гуртів (Tame Impala, I Am Kloot, проєкти продюсера Дейва Фрідмана).
11. «Sand Dance» (укр. «Пісочний танець») — ще одна колоритна композиція, що містить арабські мотиви. Окрім барабанів, в ній використовується перкусія. Шестихвилинна композиція побудована навколо гітарного рифу, «за який Pink Floyd вбили б у 1967 році», та має багатошарове оркестрове аранжування, іноді створюючи різке, дисонуюче звучання.
12. Завершує альбом двохвилинна композиція «Fragment's Life» (укр. «Життя фрагмента»), яку Бегшоу співає під акомпанемент акустичної гітари. Вона відрізняється від решти пісень з альбому своїм психоделічно-фолковим стилем. Манеру співу Бегшоу порівнювали із піснями гурту Fleet Foxes.

## Вихід та просування

### Альбом та сингли
1. Temples — Prisms на YouTube
2. Temples — Colours to Life на YouTube
3. Temples — The Golden Throne на YouTube

Перший сингл Temples «Shelter Song» вийшов на лейблі Heavenly Recordings 12 листопада 2012 року. На стороні «Б» опинилася пісня «Prisms», також записана в домашній студії в Кеттерінгу в вересні 2012 року. Сингл вийшов на 7-дюймовому вінілі обмеженим накладом, а також в цифровому вигляді на iTunes. Протягом 2013 року гурт видав ще два сингли: «Colours to Life» (з бі-сайдом «Ankh») та «Keep in the Dark» (бі-сайд — «Jewel of Mine Eye»). 18 листопада 2013 року було анонсовано вихід дебютного лонгплею Sun Structures на лейблі «Heavenly Recordings», концертний тур по Великій Британії, а також реліз четвертого синглу з альбому, пісні «Mesmerise».

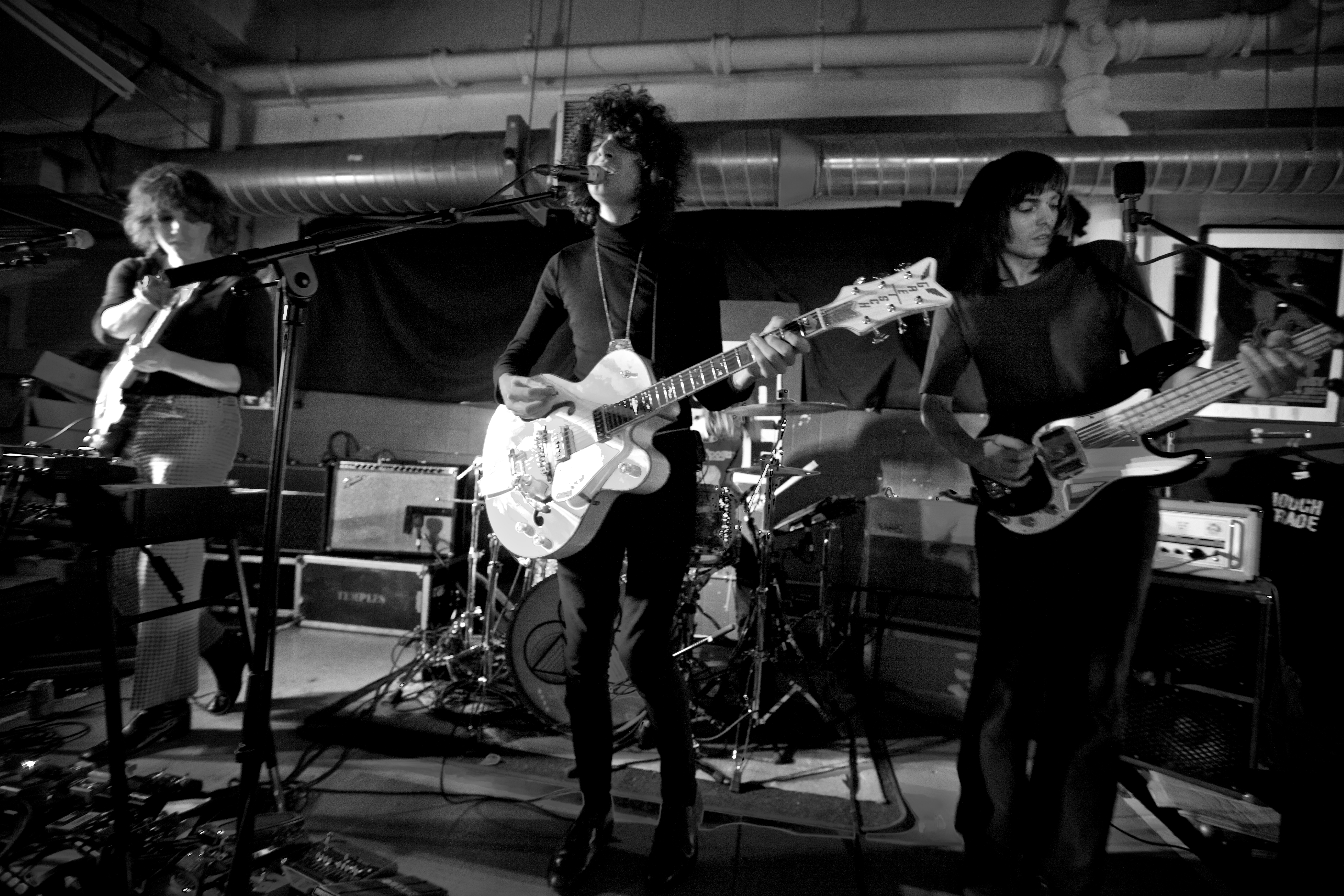
Temples (2014)

Альбом Sun Structures вийшов 10 лютого 2014 року на лейблі Heavenly Recordings та містив дванадцять пісень, включаючи чотири вже відомих сингли. Платівка вийшла на вінілі, на компакт-дисках та в цифровому форматі. 22 лютого Sun Structures дебютував у британському альбомному чарті, посівши сьому сходинку, та протримався в сотні найкращих альбомів чотири тижні. В Сполучених Штатах альбом вийшов 11 лютого на інді-лейблі Fat Possum Records, розповсюджуючись на компакт-дисках, вінілі та аудіокасетах. 1 березня Sun Structures перший та єдиний раз потрапив до щотижневого альбомного чарту США Billboard 200, посівши 163 місце.
Концертне турне на підтримку альбому розпочалося з виступів у Великій Британії наприкінці лютого 2014 року. Протягом всього року Temples мали насичений концертний графік, виступили в більшості європейських країн, завітали до Сполучених Штатів, Австралії, Мексики, Японії тощо. Зокрема, гурт взяв участь у великих фестивалях, серед яких Glastonbury, Bonnaroo Music Festival, Primavera Sound та Lollapalooza. Популярності гуртові додали неочікувані виступи у телевізійних програмах «Вечірнє шоу з Джиммі Феллоном» та «Шоу Елен Дедженерес». Врешті решт, Sun Structures було визнано кращим альбомом 2014 року за версією британського інді-рітейлера Rough Trade.
19 квітня 2014 року до Дня магазину звукозапису Temples видали спліт-сингл з австралійським попгуртом Jagwar Ma, переробивши пісні один одного: «Shelter Song» з Sun Structures та «Man I Need» з альбому Howlin (2013). Також протягом 2014 року Temples видали сингл «Move with the Season» та мініальбом Shelter Song, які окрім оригінальних пісень з Sun Stuctures містили їхні реміксовані версії.

### Місця в хіт-парадах
| Хіт-парад (2014)                             | Найвища позиція |
| -------------------------------------------- | --------------- |
| Австралія Australian Albums (ARIA)           | 55              |
| Австрія Austrian Albums (Ö3 Austria)         | 69              |
| Бельгія Belgian Albums (Ultratop Flanders)   | 80              |
| Бельгія Belgian Albums (Ultratop Wallonia)   | 58              |
| Нідерланди Dutch Albums (MegaCharts)         | 36              |
| Франція French Albums (SNEP)                 | 66              |
| Німеччина German Albums (Media Control)      | 47              |
| Шотландія Scottish Albums (OCC)              | 17              |
| Ірландія Irish Albums (IRMA)                 | 69              |
| Швейцарія Swiss Albums (Schweizer Hitparade) | 24              |
| Велика Британія UK Albums (OCC)              | 7               |
| США Billboard 200                            | 163             |

## Критичні відгуки
Дебютний альбом Temples отримав переважно схвальні відгуки музичних критиків. Найприхильніші оглядачі відзначали, що гуртові вдалося відтворити аутентичне звучання 1960-х років, зробивши його свіжим та сучасним. На сайті Louder Than War Sun Structures отримав найвищу оцінку — 10 з 10, та був названий «вражаючим дебютом королів сучасного психоделічного відродження, … виконаним зі стилем і смаком». У виданні All Things Loud (9/10) передбачили, що платівка може підняти британський гурт до вершин сучасної психоделічної музики. В британському журналі Clash Music та канадському Exclaim! (9/10) припустили, що Sun Structures міг би вийти в 1960-ті роки, і ніхто б цьому не здивувався, а у лондонському виданні MusicOMH (9/10) підкреслили, що Temples вдалося створити цільний альбом, якій цікаво слухати від початку до кінця, що було рідкістю для тогочасних виконавців.
У цілій низці видань альбом оцінили на чотири зірки з п'яти або «8/10». В американському журналі Under the Radar та британському The Quietus визнали, що звучання Temples не є новаторським, проте музиканти створюють чудові мелодії, та майстерно поєднують вже відомі стилі, через що «в них майже неможливо не закохатися». У виданні New Musical Express єдиним «недоліком» платівки назвали те, що на відміну від оригінальних альбомів 1960-х років, Sun Structures не звучить так, ніби написаний під впливом наркотиків. В музичному каталозі AllMusic дебютний альбом Temples нарекли найкращим сучасним представником психоделічної попмузики. В канадській газеті NOW Toronto звернули увагу на «одержимість виробництвом», а також видатні навички музикантів у написанні пісень. На інді-сайті The Line of Best Fit відзначили, що Temples звучать не як кавер-гурт, подібно дуету Foxygen, а «надзвичайно свіжо». В британському журналі DIY звернули увагу на «тривалу велич їхнього бачення, текстів та музикальності», а на сайті The 405 забажали, щоб решта психпоп-релізів року вийшли б настільки вдалими. Нарешті, в журналі Premier Guitar поцікавилися, що було б, якби Temples більше дивилися в майбутнє, та менше уваги приділяли класичній рок-музиці.
Критика Sun Structures переважно була пов'язана із браком оригінальних музичних ідей. На сайті Pretty Much Amazing зазначили, що від альбому не варто очікувати музичної революції, а в журналі Blurt наголосили, що музиканти не винаходять нічого нового, а лише діють у вже відомих межах жанру психоделічної попмузики. На сайті No Ripcord поскаржилися, що Temples важко відрізнити від їхніх численних колег по сцені, а у PopMatters їх назвали «смішним та талановитим рок-гуртом без обличчя». У провідному музичному виданні Rolling Stone Sun Structures отримав лише три зірки з п'яти: Джон Долан порівняв альбом з «архаїчним психоделічним роком 1960-х», якому бракує веселощів та дотепності. У британському щотижневому виданні The Observer звернули увагу на педантичну любов гурту до деталей 1960-х років, порівнявши це з «хоча і цікавою, але знайомою подорожжю». Оглядачі The Independent, The Guardian та Pitchfork дорікнули Temples у прямолінійному копіюванні звучання улюблених гуртів та відсутності власної персональності, нетипової для психоделічного жанру із його речовинами для «розширення розуму». Оглядачу The Austin Chronicle здалося, що друга половина альбому обтяжена занадто довгими піснями, а в британському вебзіні Drowned in Sound резюмували, що платівка створена професійними музикантами, які знають, що роблять, але «так сильно намагаються бути чимось іншим, що ми втрачаємо уявлення про те, ким вони є насправді».

## Пов'язані релізи

### Sun Restructured
10 листопада 2014 року лейбл Heavenly Recordings випустив перероблену версію альбому, яка отримала назву Sun Restructured (укр. Сонце реструктуроване). Її авторами став дует Beyond The Wizard's Sleeve, що складався з діджея Ерола Алкана та продюсера Річарда Норріса. Вони «реанімували» оригінальні композиції Temples, аранжувавши їх у стилі сучасної електронної музики. Джеймс Бегшоу та інші учасники Temples спочатку не дуже схвалили результат, але потім погодились, що ця окрема версія має право на існування.
| Sun Restructured | Sun Restructured                                                    | Sun Restructured |
| #                | Назва                                                               | Тривалість       |
| ---------------- | ------------------------------------------------------------------- | ---------------- |
| 1.               | «Sand Dance» (Beyond the Wizards Sleeve Reanimation)                | 07:04            |
| 2.               | «Keep in the Dark» (Beyond the Wizards Sleeve Reanimation)          | 01:47            |
| 3.               | «Shelter Song» (Beyond the Wizards Sleeve Reanimation)              | 05:47            |
| 4.               | «Sun Structures» (Beyond the Wizards Sleeve Reanimation)            | 02:57            |
| 5.               | «A Question Isn't Answered» (Beyond the Wizards Sleeve Reanimation) | 05:26            |
| 6.               | «Test of Time» (Beyond the Wizards Sleeve Reanimation)              | 01:56            |
| 7.               | «Golden Throne» (Beyond the Wizards Sleeve Reanimation)             | 06:53            |
| 8.               | «Colours to Life» (Beyond the Wizards Sleeve Reanimation)           | 02:01            |
| 9.               | «Move with the Season» (Beyond the Wizards Sleeve Reanimation)      | 06:43            |

### Other Structures
Temples — Day of Conquest на YouTube
2024 року Temples відзначили 10 років з моменту виходу Sun Structures. 10 вересня на лейблі Levitation вийшло ювілейне перевидання Sun Structures на синьому напівпрозорому вінілі, яке також містило бонусний цифровий контент — ремікси та пісні з Sun Restructured. В жовтні Temples відіграли декілька концертів в США, на яких виконали всі пісні з альбому.
4 жовтня 2024 року вийшов мініальбом Other Structures (укр. Інші структури), який містив шість композицій, записаних під час роботи над Sun Structures, що не увійшли до альбому. Три з них — «Ankh», «Jewel of Mine Eye» та «Prisms» — вже виходили як бі-сайди до синглів, а «Day of Conquest» не була опублікована раніше. За словами Джеймса Бегшоу, ця демоверсія, що не увійшла до альбому через брак місця, подобалася йому контрастністю секцій та тим, що не мала приспіву. Відеокліп «Day of Conquest» містив фрагменти концертних виступів Temples та кадри з фотосесії гурту біля Трикутного будинку в Раштоні для обкладинки альбому. Ще дві композиції з мініальбому були реміксами на пісню «Shelter Songs», які створили Роберт Левон Бін (Black Rebel Motorcycle Club) та Серджіо Піццорно (Kasabian).
| Other Structures | Other Structures                   | Other Structures |
| #                | Назва                              | Тривалість       |
| ---------------- | ---------------------------------- | ---------------- |
| 1.               | «Day of Conquest»                  | 02:57            |
| 2.               | «Ankh»                             | 04:34            |
| 3.               | «Jewel of Mine Eye»                | 04:03            |
| 4.               | «Prisms»                           | 02:56            |
| 5.               | «Shelter Song» (Robert Been Remix) | 03:23            |
| 6.               | «Shelter Song» (The S.L.P Remix)   | 04:13            |